# Trichomadorita mobilis
Trichomadorita mobilis är en rundmaskart som beskrevs av Timm 1961. Trichomadorita mobilis ingår i släktet Trichomadorita och familjen Chromadoridae. Inga underarter finns listade i Catalogue of Life.